# الثعلب (تبن)

تعديل مصدري - تعديل

الثعلب هي إحدى قرى عزلة الحوطة بمديرية تبن التابعة لمحافظة لحج، بلغ تعداد سكانها 2216 نسمة حسب تعداد اليمن لعام 2004.

## التسمية
سميت القرية الثعلب نسبة إلى علي بن أحمد الثعلبي، كان حياً سنة 1180هـ.